# مارغوت بيترز
مارغوت بيترز (بالإنجليزية: Margot Peters)‏‏ (13 مايو 1933 في واوسو - ) كاتِبة، وكاتبة سير، وروائية من الولايات المتحدة.

## الجوائز
- زمالة غوغنهايم
- جائزة جودي غران [الإنجليزية]‏"Publishing Triangle". مؤرشف من الأصل في 2019-03-30. اطلع عليه بتاريخ 2017-03-12.